# Vârful Paltinu, Munții Făgăraș
Paltinu este un vârf muntos situat în Masivul Făgăraș, care are altitudinea de 2.401 metri. La baza lui se află lacul glaciar Bâlea. Este ușor accesibil de la lacul Bâlea prin șaua Doamnei.